# Adolf Mihalić
Adolf Mihalić (Zagreb, 16. lipnja 1864. – Zagreb, 14. veljače 1934.) bio je hrvatski pravnik. 

## Životopis
Sin je 6. zagrebačkog gradonačelnika Makse Mihalića. Doktorirao na Pravnom fakultetu u Zagrebu 1888. godine.
Mihalić je od 1886. godine je perovodni vježbenik županijske oblasti u Zagrebu, zatim pristav statističkog ureda. Od 1906. godine u obrtničko-trgovačkom odsjeku kraljevske zemaljske vlade. Od 1913. – 1919. godine je bio vladin povjerenik u Gradskoj štedionici, nakon čega je umirovljen kao banski savjetnik. Pisao je članke s temama iz upravnoga prava i objavljivao ih u Mjesečniku Pravničkog društva i Općinaru.
U Zagrebu je 1918. godine osnovao je Sociološko društvo, kojemu je bio i prvi predsjednik.
Jedan je od osnivača masonske Lože "Hrvatska vila" 1892. godine, prve lože koja je radila na hrvatskom jeziku. Od 1904. godine je u Loži "Ljubav bližnjega". Pod pseudonimom Ivan Prigorski je 1911. godine objavio propagandnu knjigu o slobodnom zidarstvu namijenjenu hrvatskoj javnosti pod naslovom Listovi o slobodnom zidarstvu. Veliki majstor je postao 1918. godine kada se utemeljila Velika loža "Ljubav bližnjega". Kasnije je bio i zamjenik velikog majstora Velike lože "Jugoslavija".